# Phrygionis argentstriata
Phrygionis argentstriata là một loài bướm đêm trong họ Geometridae.